# 水声
『水声』（すいせい）は、日本の小説家川上弘美による小説である。
『文學界』2013年1月号から2014年4月号までに連載された。単行本は、2014年9月30日に文藝春秋より刊行された。単行本の装丁は、野中深雪による。単行本の装画には、駒井哲郎「樹」（1958年）が採用されている。第66回読売文学賞（2014年度）の小説賞を受賞している。文庫版は、2017年7月6日に文春文庫より刊行された。

## あらすじ
癌を患っていた〈ママ〉が1986年に亡くなってから、都と陵は〈パパ〉とともに、東京都杉並区にある2人が育った古い家を離れ、東松原にあるマンションに移り住んだ。それ以降家はずっと無人になっていたが、1996年の春に都と陵は、扉に南京錠をかけた部屋や、〈ママ〉が亡くなった部屋のあるその古い家に戻ってきて、2人で暮らし始める。家の中に放置されていた家財道具の大部分を片づけ終わった頃に、亡くなった〈ママ〉が都の夢の中に現れるようになる。

## 主な登場人物
都（みやこ）　
語り手。1969年時点で11歳。
陵（りょう）
都の弟。1969年時点で10歳。

## 書評
小説家の小川洋子は、「ささやかなエピソードの一つ一つが、水面をすり抜けてくる光を受けてきらめいている」「『水声』を閉じる時、文学の立つ地平が、そっと押し広げられているのを感じる」と評価している。翻訳家の金原瑞人は、「この作品は今のこの作家にしか書けない『今の日本』だ。その言葉は絶望からも希望からも遠いところから優しく響いてくる」と評価している。
歌人の東直子は、「社会の大きな流れの底にある、閉ざされた個である『家』で、都という一人の女性が感じた密かな経験。それを特殊なこととして強調して描くのではなく、低音の文体で現実的な細部を重ね、その流れの中で漂っている空気ごと念入りに追体験できることが、この小説の恐ろしさだと思う」と評価している。